# Хауптман, Херберт Аарон
Херберт Аарон Хауптман (англ. Herbert Aaron Hauptman; 14 февраля 1917, Нью-Йорк — 23 октября 2011, Буффало) — американский математик, лауреат Нобелевской премии по химии 1985 года «за выдающиеся достижения в разработке прямого метода расшифровки структур», которую он разделил со своим многолетним коллегой Джеромом Карле.

## Биография и научная работа
Херберт Хауптман родился в Нью-Йорке, старшим сыном в семье иммигрантов из Австро-Венгерской империи — печатника Израиля Хауптмана и продавщицы Леи Розенфельд. Вырос в Бронксе. В 1937 году получил степень бакалавра в Сити-колледже при Нью-Йоркском университете, где он познакомился с Джеромом Карле, а в 1939 году — степень магистра по математике в Колумбийском университете. Во время войны служил сначала в военно-воздушных силах США в качестве инструктора по электронике, а затем — офицера-метеоролога.
С 1947 года он начал работать в военно-морской научно-исследовательской лаборатории в Вашингтоне, где стал заниматься исследованием и созданием методов математической обработки данных рентгеноструктурного анализа. Карле и Хауптману удалось рассчитать фазу рентгеновского пучка, то есть то, насколько отклонился каждый луч при прохождении через кристалл. В 1953 году Карле и Хауптман опубликовали статью о результатах своей работы, но математический аппарат оказался столь сложным, что химики не смогли оценить возможности их метода. Лишь через 15 лет жена Карле, Изабелла, физико-химик, применила метод на практике при анализе больших молекул. Её работа убедила специалистов в области кристаллографии в полезности и высокой степени точности прямого метода расшифровки структур.
В 1955 году Xауптман защитил диссертацию по математике в Мэрилендском университете за диссертацию по рентгеноструктурному анализу.
С 1970 года был заместителем директора по науке медицинского фонда Буффало (штат Нью-Йорк), а с 1972 года стал вице-президентом и научным директором этого медицинского фонда (сейчас Медицинский исследовательский институт Хауптмана-Вудворда (Hauptman-Woodward Medical Research Institute)).

## Общественная деятельность
В 1992 году подписал «Предупреждение человечеству».